# Soma Cruz
Soma Cruz, conhecido no Japão como Sōma Kurusu (来須 蒼真, Kurusu Sōma), é um personagem fictício e o protagonista dos jogos de aventura/ação/plataforma da Konami Castlevania: Aria of Sorrow e Castlevania: Dawn of Sorrow. Ele foi desenhado por Ayami Kojima de acordo com o desejo de Koji Igarashi, o atual produtor-chefe da série Castlevania, de tentar uma "rota diferente" para a série. O seu retorno em Dawn of Sorrow aconteceu devido à satisfação de Igarashi quanto à Soma e a história de Aria of Sorrow, e ele foi reapresentado com uma aparência anime, como todos os outros personagens do jogo.
Em Aria of Sorrow, Soma é um estudante transferido ao Japão.[carece de fontes?] (ou um simples estudante japonês do ensino médio, como apresentado na versão japonesa), onde vai parar no castelo do Dracula, o antagonista principal da série Castlevania. Soma descobre e aprende sobre o seu "poder de domínio", ou sua habilidade de absorver almas e habilidades de monstros que são derrotados por ele.[carece de fontes?] Ao longo do progresso do jogo, Soma vai sabendo cada vez mais sobre a morte do Dracula e como a sua presença no castelo está conectada a uma profecia que o define como a reencarnação do Dracula. Dawn of Sorrow traz Soma lutando contra as tentativas de um culto de assassiná-lo e criar um novo lorde das trevas, já que este não foi criado no primeiro jogo, Aria of Sorrow.
Várias publicações sobre videogame elogiaram o personagem de Soma. Apesar de Soma ser visto como um estereótipo baseado em protagonistas de jogos de Castlevania anteriores, o novo contexto que os enredos de Aria of Sorrow e Dawn of Sorrow trazem compensa esta falha. A história em particular no qual Soma participa já foi bastante comparado à história do amplamente aclamado Castlevania: Symphony of the Night.[carece de fontes?] A modificação feita quanto ao estilo usado nos gráficos, ocorrido em Dawn of Sorrow, foi notavelmente criticada, já que muitos dos autores de matérias sobre videogames preferem o estilo de desenho de Ayami Kojima.

## Concepção edesign
Soma participou pela primeira vez da série em Castlevania: Aria of Sorrow, o terceiro jogo de Castlevania lançado para Game Boy Advance.[carece de fontes?] Ele foi criado como parte da tentativa de Koji Igarashi, o produtor de vários jogos de Castlevania — incluindo o altamente elogiado Castlevania: Symphony of the Night—, seguir uma "rota diferente" pela série ao colocar o Aria of Sorrow para se passar no futuro. Soma foi desenhado por Ayami Kojima, que já tinha antes trabalhado em personagens de jogos da série, como Castlevania: Symphony of the Night e Castlevania: Harmony of Dissonance.[carece de fontes?] Os desenhos de Kojima são feitos num estilo gótico e obscuro, e compartilha várias características do estilo de arte bishōnen Todavia, mantendo a modificação de Igarashi de "rota diferente", a aparência de Soma foi feita notavelmente contemporânea, usando de roupas mais modernas em comparação às vestimentas usadas pelos outros personagens dos jogos anteriores de Castlevania.
A inclusão de Soma em Dawn of Sorrow, uma seqüência que raramente acontece na série Castlevania, foi feita por Igarashi, quem disse que uma das maiores razões por trás do desenvolvimento de Dawn of Sorrow era o desejo de incluir Soma Cruz em mais um jogo, considerando que se não o fizesse seria desperdício. Ayami Kojima ficou ausente no time de produção já que Igarashi queria que ela se concentrasse nos designs dos personagens de Castlevania: Curse of Darkness, que também estava em fase de desenvolvimento na época.[carece de fontes?] Soma, junto com a maioria dos personagens, foram refeitos num estilo anime. Isto foi uma estratégia de marketing que Igarashi queria implementar, já que ele percebeu que o público ao qual o videogame Nintendo DS, portátil ao qual Dawn of Sorrow foi lançado, destinava-se era mais jovem do que o público aos quais os consoles onde outros jogos de Castlevania foram lançados se destinava, e ele tinha como intenção chamar a atenção deste público com um design mais simples em anime.{[carece de fontes}} Ademais, Igarashi considerou isso um simples teste para verificar se usar esse estilo de gráfico em jogos futuros daria certo.

## Recepção na mídia
Soma recebeu vários tantos elogios quanto críticas de várias publicações de videogame. A GameSpy disse que apesar de Soma seguir o estereótipo do "homem de aparência afeminada que faz todo trabalho sujo de matar", o cenário original de Aria of Sorrow apresentado deu um contexto melhor ao personagem. Devido ao fato de Soma não ser um membro do clã Belmont, como a maioria dos protagonistas dos jogos da série, ele foi elogiado, com a RPGamer comentando em como isto contribuiu para a "profundidade" do enredo do jogo. A maneira na qual o "poder de domínio" de Soma foi traduzido no sistema de "Tactical Soul" que se encontra em ambos os jogos foi elogiada; a IGN comentou que isto contribuiu "significantemente" na jogabilidade geral de Aria of Sorrow, e a RPGamer celebrou o "retorno triunfante" do sistema em Dawn of Sorrow. Revisadores também elogiaram a representação gráfica de Soma. A GameSpy deu nota da "boa animação com sprites claramente visíveis" em Aria of Sorrow e a GameSpot chamou os gráficos em Dawn of Sorrow de "deslumbrantes e intrigantes", dando nota das sprites dos personagens. A mudança dos gráficos para o estilo anime em Dawn of Sorrow foi criticado. A GameSpy deplorou as "imagens de anime rasas, sem vida" usadas para a representação no jogo de Soma e a ausência de Kojima no time de produção. A IGN classificou as imagens usadas como "abaixo do nível de qualidade de 'animes de manhãs de sábados'". Apesar disto, a RPGFan afirmou que a história criada ao redor de Soma foi a melhor apresentada desde Symphony of the Night.